# Gavatx (Torallola)
Gavatx és un paratge del terme municipal de Conca de Dalt, a l'antic terme de Toralla i Serradell, al Pallars Jussà, en territori que havia estat del poble de Torallola.
Està situat al nord-oest de Torallola, al nord de la falca del terme de Salàs de Pallars entremig del territori de Conca de Dalt. És a l'esquerra del barranc del Solà, al nord-est de Fornot i al nord-oest d'Aspós, al nord-oest també de l'extrem del Serrat de Gavarnes, al vessant sud-occidental de la Serra de Ramonic.